# 松本了一郎
松本 了一郎（まつもと りょういちろう、文政5年（1822年） - 慶応元年9月25日（1865年11月13日））は、江戸時代末期（幕末）の肥後人吉藩士。高島流の流れを汲む砲術家である。養子に松本美弥之介（相良福直の子）。

## 生涯
人吉藩の200石取りの藩士であった。幕末期の人吉藩は家臣の新宮行蔵を中心として山鹿流の砲術を採用していたが、高島流の砲術を学んだ了一郎はすでに時代遅れを痛感し、安政3年（1856年）3月には藩に対して長崎に西洋砲術を学ぶための留学を望んだが、却下された。ところが文久2年（1862年）2月7日夜に人吉藩の武器庫が焼失したこと（寅助火事）を契機に、洋式派は古きを復活させるより、新しきを目指すべきとして頼基に提言して認められ、洋式派が優勢となり、薩摩藩から5000両を借用するなどして、オランダ式軍制への改革が推進された。
文久3年（1863年）の薩英戦争で西洋軍式の必要性を改めて悟ると、保守で尊王派の新宮行蔵や那須拙速（四方介）を弾劾して失脚させ、自ら藩主の用人として実権を掌握し、藩内を佐幕派で統一した。しかし隣国の薩摩藩から次第に圧迫を受けるようになり、藩主の相良頼基も了一郎を疎ましく思い始める。そのようななかで了一郎が頼基を廃して甥の武之進（相良頼紹）を擁立しようとする陰謀を企てたという噂が流れ始め、それを鵜呑みにした頼基が新宮行蔵ら保守派を復帰させ、慶応元年（1865年）9月25日深夜、行蔵の意を受けた神瀬慎八らによって上意討ちとして殺された（丑歳騒動）。享年44。
了一郎の死後、佐幕派は壊滅してオランダ軍制・山鹿流軍制は共に廃され、イギリス軍制を採用した尊王派が実権を握って明治時代を迎えることになる。